# Elmantis
Elmantis es un género de las mantis, de la familia Mantidae, del orden Mantodea, con las siguientes especies:

## Especies
- Elmantis lata
- Elmantis nira
- Elmantis trincomaliae